# David Cordón
David Cordón Mesa (Madrid, España, 12 de noviembre de 1975) es un exfutbolista español que se desempeñaba como defensa.

## Clubes
| Club                        | País   | Año       |
| --------------------------- | ------ | --------- |
| Club Atlético de Madrid "B" | España | 1994-1997 |
| Sevilla F. C.               | España | 1997-1999 |
| R. C. Recreativo de Huelva  | España | 1999-2000 |
| F. C. Cartagena             | España | 2000-2002 |
| S. D. Eibar                 | España | 2002-2003 |
| C. P. Cacereño              | España | 2003      |
| Zamora C. F.                | España | 2003-2004 |
| Real Unión Club             | España | 2004-2005 |
| Pinatar C. F.               | España | 2005-2006 |
| C. D. Móstoles              | España | 2006      |
| C. D. Cobeña                | España | 2006-2007 |
| Villaralbo C. F.            | España | 2007-2010 |